# Ema z Blois
Ema z Blois (francouzsky Emma de Blois, 950? – po 27. prosinci 1003) byla akvitánská vévodkyně, hraběnka z Poitiers a zakladatelka kláštera Bourgueil a Maillezais.

## Život
Ema se narodila jako dcera Theobalda I. z Blois a Luitgardy, dcery Herberta II. z Vermandois. V roce 968 byla provdána za akvitánského vévodu Viléma IV. Manželství bylo bouřlivé, poznamenané Vilémovou zálibou v mimomanželských pletkách. Podle kronikáře Petra z Maillezais se Ema dozvěděla o Vilémově nevěře s vikomtesou z Thouars, což manželovi nemohla odpustit a svou sokyni dokonce předhodila k pobavení svým mužům. Poté odešla na hrad Chinon a opuštěný manžel začal chátrat. Po čase se manželé dočasně usmířili. Další spor byl korunován Eminým novým odchodem. Konec života strávil Vilém jako mnich v klášteře sv. Cypriena v Poitiers a klášteře Saint-Maixent. Ema se ujala regentské vlády za nezletilého syna Viléma. Zemřela po 27. prosinci 1003 a byla pohřbena v klášteře Bourgueil.